# Лос Масатлекос
Лос Масатлекос — мексиканская преступная группировка, ранее бывшая под контролем картеля Бельтран Лейва (до распада картеля в 2011 году).  В настоящее время группировкой руководят Эктор Бельтран Лейва и Фаусто Исидро Меса Флорес.

## Деятельность
Группировка Лос Масатлекос была сформирована в прибрежном городе Масатлан, откуда она взяла своё имя. Первоначально банда была на службе у наркобарона Альфредо Бельтран Лейва (Эль Мочомо) до тех пор, пока он не был арестован мексиканскими властями в 2008 году. После этого ареста группировкой стал руководить брат Альфредо Бельтран Лейва Гектор, который также стал лидером Бельтран Лейва Картеля. Группа являлась одной из крупнейших банд, ассоциированных с картелем.
Лос Масатлекос находятся в состоянии войны с картелем Синалоа. Также её участники  ответственны за многочисленные случаи убийств и похищений людей в штатах Синалоа и Дуранго.
Эктор Лейва был арестован 1 октября 2014 г. мексиканской армией.